# Félix Pouilly
Pour les articles homonymes, voir Pouilly.
Félix Pouilly, né le 22 septembre 1994 à Lille, est un coureur cycliste français, professionnel en 2016 et 2017. Il pratique également le triathlon et remporte l'Ironman France en 2021.

## Biographie

### Débuts cyclistes et parcours chez les amateurs
En 2012, il devient champion de France sur route juniors à La Chapelle-Caro et termine huitième de Paris-Roubaix juniors. Il s'engage pour la saison 2013 avec le CC Nogent-sur-Oise. Au mois de juin, il prend les 6e et 4e places sur la première et la deuxième étape du Tour de Mareuil-Verteillac-Ribérac en Coupe de France Espoirs. En fin de saison, il décroche deux quatorzièmes places, sur Paris-Connerré puis Paris-Tours Espoirs.
Sa saison 2014 est perturbée par une opération des deux artères iliaques et une fracture d'une vertèbre à la suite d'un accident de voiture. Il rebondit en 2015 avec une quatrième place sur Paris-Roubaix Espoirs alors qu'il s'interrogeait sur la suite à donner à sa carrière. 

### Carrière professionnelle
Stagiaire au sein de l'équipe continentale française Roubaix Lille Métropole au deuxième semestre 2015, il signe un contrat professionnel avec cette équipe qui prend le nom de Roubaix Métropole européenne de Lille pour la saison 2016. Il se distingue lors de Paris-Troyes, remportée par son coéquipier Rudy Barbier, il y termine quatrième.
Il met un terme à sa carrière de coureur à l'issue de la saison 2017, à l'âge de 23 ans,.

### Triathlon
Après sa carrière cycliste il se reconvertit dans le triathlon. En 2021, après une 4e place a l’Embrunman avec le record de l'épreuve sur la partie vélo, il remporte l'Ironman de Nice avec 20 minutes d'avance sur le second.

## Palmarès en cyclisme

### Palmarès sur route
- 2012
  -  Champion de France sur route juniors
  - 3e étape du Regio Tour juniors
  - 2e du Kuurnse Leieomloop
  - 3e de La Cantonale Juniors
- 2015
  - Grand Prix d'Escaudœuvres
  - 1re étape du Tour de Mareuil-Verteillac-Ribérac
- 2016
  - 3e du Grand Prix Raf Jonckheere

### Classements mondiaux
| Année           | 2015 | 2016  | 2017  |
| --------------- | ---- | ----- | ----- |
| UCI Europe Tour | 734e | 1090e | 1281e |

### Palmarès sur piste

#### Championnats de France
- 2013
  - 3e de la poursuite par équipes

### Palmarès en cyclo-cross
- 2018-2019
  - Cyclo-cross de Denain[10]

## Palmarès en triathlon
Le tableau présente les résultats les plus significatifs (podium) obtenus sur le circuit international de triathlon depuis 2021.
| Année | Compétition    | Pays   | Position      | Temps           |
| ----- | -------------- | ------ | ------------- | --------------- |
| 2021  | Ironman France | France | Médaille d'or | 8 h 47 min 33 s |